# Elden Curtiss
Elden Francis Curtiss (ur. 16 czerwca 1932 w Baker City w stanie Oregon) – amerykański duchowny katolicki, w latach 1993-2009 arcybiskup metropolita Omaha.

## Życiorys
Najstarszy z czwórki synów Eldena i Mary z domu Neiger. Ukończył seminarium duchowne w Kenmore i 24 maja 1958 w katedrze św. Franciszka Salezego w Baker City otrzymał święcenia kapłańskie z rąk ówczesnego ordynariusza Baker Francisa Leipziga. Służył duszpastersko na terenie rodzinnej diecezji będąc m.in. kapelanem szpitalnym. Kontynuując studia ukończył takie uczelnie jak: Uniwersytet Fordham, University of Portland i University of Notre Dame. Od roku 1970 był rektorem seminarium duchownego w Mt. Angel w stnie Oregon. Pracował również w komisji, która stworzyła Program dla formacji kapłańskiej dla amerykańskich seminariów duchownych.
4 marca 1976 otrzymał nominację na ordynariusza diecezji Helena w Montanie. Sakry udzielił mu ówczesny metropolita Portland Cornelius Power. W Konferencji Biskupów Amerykańskich był m.in. przewodniczącym Komisji ds. Powołań i Życia Zakonnego i Komisji Administracyjnej. Był też pierwszym przewodniczącym Komitetu ds. Rdzennych Amerykanów. 4 maja 1993 papież Jan Paweł II mianował go arcybiskupem metropolitą Omaha w Nebrasce. W tym okresie swego posługiwania był m.in. konsultorem w Komitecie ds. Małżeństwa i Życia Rodzinnego. Od roku 2001 jest członkiem Papieskiej Rady ds. Rodziny (kadencja członka trwa 15 lat). Na emeryturę przeszedł 3 czerwca 2009 roku.